# Яванский леопард
Яванский леопард (Panthera pardus melas) — подвид леопарда с острова Ява (Индонезия), которому грозит вымирание.

## Внешний вид
Сначала яванского леопарда описывали как классическую чёрную пантеру с тёмными пятнами и серебряно-серыми глазами. В реальности яванские леопарды имеют либо классический пятнистый, либо полностью чёрный окрас.

## Распространение и образ жизни
Считается, что в дикой природе осталось лишь около 250 взрослых особей этого подвида леопарда. Они охотятся на копытных, диких свиней и обезьян, нападая также на домашнюю птицу и скот. Вид способен процветать в различных экологических нишах от горных районов до тропических лесов, что было зафиксировано учёными в 1990-е годы. Это делает его менее восприимчивым к деятельности человека, чем многих других млекопитающих.

## Угрозы
Виду угрожают сокращение кормовой базы и мест обитания из-за вырубки лесов и сельскохозяйственного использования новых земель, а также конфликты с местными жителями. Ява — один из самых населённых островов мира, где проживает 59 % населения Индонезии, а плотность населения превышает таковую у других островных наций. 90 % растительности на Яве уже уничтожено, а первичные леса сохраняются только в горных районах, поэтому на острове остаётся всё меньше места для леопардов.

## Сохранение
В национальном парке Gunung Halimun на востоке Явы зафиксировано около сотни особей яванского леопарда.

### В неволе
Некоторое количество животных содержится в европейских и азиатских зоопарках.

## Таксономия
Молекулярные исследования позволяют предположить, что яванские леопарды отличны от других азиатских и отделились от них генетически сотни тысяч лет назад. В середине Плейстоцена они могли мигрировать на Яву из Южной Азии по существовавщему в то время между материком и островами сухопутному мосту.